# الجمعية الأمريكية للمهندسين الميكانيكيين
الجمعية الأمريكية للمهندسين الميكانيكيين (بالإنجليزية: American Society of Mechanical Engineers)‏ ويطلق عليها اختصارًا (بالإنجليزية: ASME)‏. هي جمعية أمريكية متخصصة في مجال الهندسة الميكانيكية والغلايات والمراجل البخارية وهو الكود والمعيار الدولي المستخدم في تصنيع اوعية الضغط، المكونات النووية، الغلايات، ويعرف باسم ASME Boiler and Pressure Vessels Code ويشار اليه باختصار ASME_PVC أو ASME Boiler أو ASME Code. وهناك العديد من المعايير المرتبطة ب ASME Code في الصناعات العديدة مثل ASME B31.3 or B31.1 الخاص بانابيب البترول
تاسست الجمعية في عام 1880 إثر حوادث انفجار متعددة لغلايات البخار وقد انشآت الجمعية في العام 1911 ميلادية بوضع لجنة الغرض منها تحديد مواصفات إنتاج الغلايات والمراجل البخارية والسفن واوعية الضغط وهذا هو السبب فيما يطلق عليها الآن ASME Boiler and Pressure Vessel Committee

## المقصود ب ASME Code
ان جميع اقسام ASME Code توفر لك أو للمصمم أو لاي طرف اخر تشكيلة واسعة من المعايير والمواصفات والمعادلات التي يمكنك استخدامها والهدف منها هو ان يبسط ويسهل ويوفر عناء البحث وكما يتوجب عليك ان لا تستخدم ASME Code علي انه كتاب متخصص في التصاميم الهندسية (فهو يستخدم اقل معيار للحد المسموح به)ولكن يتوجب عليك اتباع القوانين الهندسية ومواصفات التصميم الخاصة في جميع الحالات لتلبية المواصفات والمتطلبات المراد الوصول اليها اثناء عمليات البناء كما ان ASME يشدد ويؤكد علي ان هذا الكود ليس الزاميا عليك اثناء عمليات البناء وانما يتوجب عليك اتباع الخبرات والقواعد الهندسية المعمول بها كما انه يمكنك ان تستخدم ASME كمادة تعليمية أو مرجع ان اردت ذلك.

## تطبيق ASME في الصناعات
عملية تطبيق معيار asme ترجع الي امرين اما عن طريق asme stamps أو انه يطبق عن طريق asme intent وفيما يخص هذا الاخير انه يتم عمليات إعادة الهيكلة بواسطة شركات مصنعة للمكونات النووية أو الغلايات أو اوعية الضغط لكنها لاتوجد لديها اختام وتصديقات ASME stamp ولكن في الاساس تكون العناصر قد تم تصنيعها سابقا طبقا ل asme code ويتم تقديم كود أو معيار اخر الي العملاء لاعتماده في إعادة الهيكلة في الواقع هذا الموضوع يرجع الي كيفية اقناع العميل من الناحية الفنية لاستخدام اكواد أخرى مشابه.
اما فيما يخص asme stamp فهو باختصار شهادات asme أو ما يطلق عليها ASME Certification Mark

## علامات واختام وتصديقات ASME Certification Mark
تحميل ملف PDF عن اختام وعلامات ASME

## الحصول علي شهادة الجودة أو علي شهادة ASME Stamp
هذا من خلال تقديم ملف يسمي الجودة سواء كان في الإدارة أو في asme أو في الأمن والسلامة أو كود مشابه اخر بحيث يتم تجهيز وثائق ومستندات خاصة بالموضوع المعني ومن ثم مراجعته من قبل المنظمة المعنية وبالتالي تعطيك الشهادة المطلوبة وفي النهاية ان ما ستكتبه في هذا الملف هو الزاما عليك ومطالب بتحقيقه عند المراجعات. كما يمكنك الحصول معلومات كثيرة عن اختام ASME Stamp من خلال الاتصال عبر موقعهم الإلكتروني ويمكنك تحديد أي الاختام التي تريد الحصول عليها من خلال Certification and Accreditation

## وصلات خارجية
- شرح الجمعية الأمريكية للمهندسين الميكانيكين
- موقع الجمعية (ASME)